# Gabija Galvydytė
Gabija Galvydytė (17 de enero de 2000) es una deportista lituana que compite en atletismo, especialista en las carreras de mediofondo. En los Juegos Europeos de Cracovia 2023 consiguió una medalla de bronce en la prueba de 1500 m.

## Palmarés internacional
| Juegos Europeos | Juegos Europeos   | Juegos Europeos   | Juegos Europeos |
| Año             | Lugar             | Medalla           | Prueba          |
| --------------- | ----------------- | ----------------- | --------------- |
| 2023            | Chorzów (Polonia) | Medalla de bronce | 1500 m          |